# Хейнц, Тобиас
Тобиас Хейнц (норв. Tobias Heintz; 13 июля 1998 Мосс, Норвегия) — норвежский футболист, полузащитник шведского клуба «Гётеборг».

## Клубная карьера
Хенйц — воспитанник клубов «Мосс» и «Спринт-Джелой». В 2015 году он подписал контракт с «Сарпсборг 08». 25 мая 2016 года в поединке Кубка Норвегии против «Стъёрдалс-Блинк» Тобиас дебютировал за основной состав. 17 июля в матче против «Лиллестрёма» он дебютировал в Типпелиге. В поединке против «Будё-Глимт» Тобиас забил свой первый гол за «Сарпсборг 08». В начале 2019 года Хейнц перешёл в турецкий «Касымпаша».